# Barrackville
Barrackville est une ville américaine située dans le comté de Marion en Virginie-Occidentale.
Selon le recensement de 2010, Barrackville compte 1 302 habitants. La municipalité s'étend sur 0,71 milles carrés (1,84 km2).
La ville, fondée en 1771, est nommée Barrackville en l'honneur de l'un de ses premiers habitants, John Barrack. Elle devient une municipalité de Virginie-Occidentale le 25 janvier 1968.